# Teinurosaurus
Teinurosaurus sauvagei is een vleesetende theropode dinosauriër, behorend tot de groep van de Neotheropoda, die tijdens het late Jura leefde in het gebied van het huidige Portugal.

## Vondst en naamgeving
In 1897 wees Henri-Émile Sauvage een staartwervel aangetroffen in de collectie van het Musée Géologique du Boulonnais, het toenmalige geologisch museum van Boulogne-sur-Mer, en afkomstig uit Portugal toe aan Iguanodon prestwichii. 
In 1928 begreep baron Ferenc Nopcsa dat het geen resten waren van een plantenetende dinosauriër maar van een theropode. Hij hernoemde het fossiel als Teinurosaurus. De geslachtsnaam is afgeleid van het Klassiek Griekse teinein, "strekken", en oura, "staart", een verwijzing naar de langgerekte vorm van de wervels. Bij het zetten van het drukwerk werd echter een fout gemaakt. Nopcsa had de naamsverandering slechts aangegeven in een voetnoot. Per abuis werd die niet achter de alinea gewijd aan Iguanodon prestwichii gezet maar achter een citaat van Saurornithoides Osborn 1924, dus een in 1924 door Henry Fairfield Osborn benoemd genus, zodat het leek alsof Nopcsa die naam had willen hernoemen. In 1929 herstelde Nopcsa in een addendum de fout. Nopcsa gaf geen soortaanduiding.
In 1932 echter hernoemde ook Friedrich von Huene, vermoedelijk volledig onbekend met Nopcsa's vervangingsnaam, de soort en nu in Caudocoelus sauvagei; Caudocoelus betekent "holstaart". De soortaanduiding eert Sauvage. Het was deze naam die daarna meestal in de literatuur gebruikt zou worden: pas in 1969 herontdekte John Ostrom Nopcsa's rectificatie en wees erop dat Teinurosaurus dus prioriteit heeft. Ostrom is ook de bron van de veronderstelling dat von Huene gemeend zou hebben dat Nopcsa Iguanodon prestwichii in Sinornithoides zou hebben willen hernoemen en dat corrigeerde omdat het geslacht immers al bezet was. In 1978 gaf George Olshevsky de combinatie Teinurosaurus sauvagei als eerste in een geslachtslijst; de naam kan aldus geciteerd worden als Teinurosaurus sauvagei (von Huene 1932) Olshevsky 1978 vide Nopcsa 1928/1929.
Het holotype, MGB 500, is een wervellichaam van een achterste staartwervel, gevonden in een laag van het late Kimmeridgien, ongeveer 150 miljoen jaar oud. Het is later verloren gegaan.

## Beschrijving
Teinurosaurus moet een roofsauriër geweest zijn van aanzienlijke omvang. Het wervellichaam was 152 millimeter lang, wat wijst op een lichaamslengte van ruwweg tien meter.

## Fylogenie
De structuur van het wervellichaam wijst op een soort die tot de Neotheropoda behoort. Wegens de grootte is het specimen in 1956 door Alfred Romer wel gelijkgesteld aan Aublysodon en later Gorgosaurus, in 1970 door Rodney Steel aan Deinodon maar dat alles berustte op een foute interpretatie door Nopcsa; hij dacht ten onrechte dat het door Sauvage beschreven fossiel identiek was aan materiaal uit het Krijt van Amerika, in 1869 door Edward Drinker Cope verzameld; Romer gaf zelfs Cope zelf als naamgever van een Teinurosaurus Cope 1869. Ook deze vergissing werd door Ostrom rechtgezet.
Von Huene meende dat Caudocoelus een groot lid van de Coeluridae was, een plaatsing die tot in de jaren tachtig gebruikelijk zou blijven. De meeste huidige auteurs zien het echter als een niet nauwkeurig te determineren nomen dubium.